# 버마이스터돌고래
버마이스터돌고래(Phocoena spinipinnis)는 쇠돌고래과에 속하는 남아메리카 해안에서 발견되는 돌고래의 일종이다. 학명은 1865년에 이 돌고래를 처음 기술한 헤르만 버마이스터(Hermann Burmeister)의 이름을 따서 명명했다.

## 같이 보기
- 고래류의 종 목록
- 해양생물학